# Lidmücken

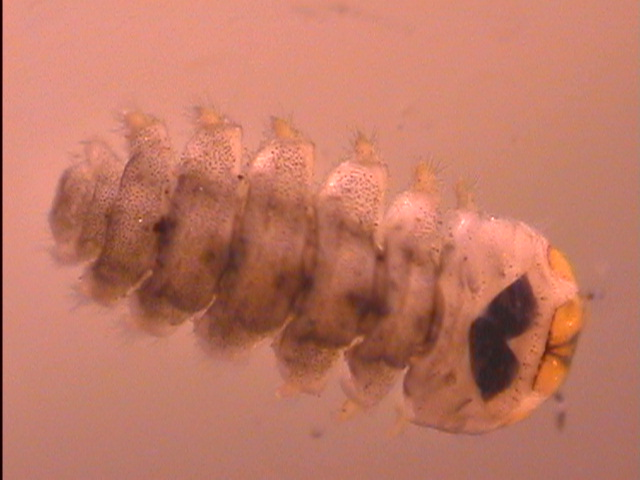
Larve von Blepharicera

Die Lidmücken (Blephariceridae), auch Netzmücken genannt, sind eine Familie der Zweiflügler (Diptera) und gehören zu den Mücken (Nematocera).

## Merkmale
Die Tiere sind etwa so groß wie Stechmücke, langbeinig und besitzen kaum Haare. Die Facettenaugen sind häufig durch einen Steg zweigeteilt in einen oberen und einen unteren Bereich. Der obere Bereich besteht dabei aus großen Facetten, der untere aus kleinen. Die zu einem Stechsaugrüssel umgewandelten Mundwerkzeuge sind sehr gut ausgebildet. Auffällig sind die durch ein Faltennetzwerk geprägten Vorderflügel, die Hinterflügel sind wie bei allen Zweiflüglern zu Schwingkölbchen (Halteren) umgewandelt.

## Lebensweise
Die Männchen der Lidmücken sind Nektarsauger, auch die Weibchen können sich auf diese Weise ernähren. Diese attackieren jedoch weit häufiger weichhäutige, kleine Insekten und saugen diese aus. Bei Wirbeltieren und dem Menschen saugen die Lidmücken nicht und sie stechen auch nicht. Bei einigen Arten kommt eine Schwarmbildung der Männchen vor, durch die die Weibchen angelockt werden. Die Kopulation sowie die Eiablage findet im Sommer statt, die Eier werden in stark strömende Bachläufe mit sehr kalten Wasser gelegt und dort nahe der Wasseroberfläche an Steine geklebt.
Die Larven schlüpfen in den Bächen. Sie sind extrem gut angepasst an das Leben in stark strömenden Gewässern. Der Kopf und die Brust sind mit dem ersten Abdominalabschnitt zu einem Segment verschmolzen, danach folgen fünf einzelne Segmente und die letzten drei Hinterleibssegmente sind wiederum verschmolzen. Der Körper ist sehr flach und breit und dorsal leicht gewölbt. Auf der Körperunterseite befinden sich hintereinander liegend sechs Saugnäpfe, die aus der Außenhaut (Kutikula) gebildet werden. Mit diesen ziemlich kompliziert aufgebauten Strukturen können sich die Larven selbst in sehr starker Strömung durch eine Vakuumbildung auf den Steinen festhalten. Durch Mikrohärchen auf der Saugnapffläche wird die Haftung noch erhöht. Die Fortbewegung erfolgt durch ein Lösen der Saugnäpfe hintereinander oder dadurch, dass erst die vorderen und dann die hinteren Saugnäpfe gelöst werden. Selbst bei der Häutung kann die Larve nicht weggespült werden, da die neu angelegten Saugnäpfe sofort arbeitsfähig sind.
Die Atmung der Larven erfolgt ab dem zweiten bis zum vierten und damit letzten Larvenstadium über Tracheenkiemen, vorher durch reine Hautatmung. Die Larven sind Aufwuchsfresser, die mit Kiefern den Aufwuchs an Steinen, vor allem Kieselalgen abweiden. Damit diese nicht nach dem Abschaben wegdriften, haben die Mückenlarven im Mundbereich eine starke Behaarung, die die Nahrung zurückhält.
Zur Verpuppung heften sich die Larven ebenfalls an Steinen fest, wobei das Vorderende gegen die Strömung weist. Die Haftung erfolgt wahrscheinlich durch ein Sekret aus den drei vorletzten Tracheenöffnungen (Stigmen). Dabei findet die Verpuppung immer in recht flachem Wasser statt. Die Atmung der Puppe erfolgt durch Lamellenstrukturen (Spirakulumkiemen), auf denen sich Luftblasen halten und so ein Plastron bilden. Diese Strukturen ermöglichen es, auch atmosphärischen Sauerstoff zu atmen und wirken entsprechend, wenn der Stein trockenfällt. Das fertige Insekt schlüpft unter Wasser und zieht sich mit den Vorderbeinen aus dem Wasser.

## Systematik
Weltweit sind etwa 300 Arten Lidmücken bekannt, von denen sieben Arten auch in Deutschland vorkommen. In Europa sind 42 Arten heimisch.
- Apistomyia aphrodite Zwick, 1978
- Apistomyia ariadne Zwick, 1978
- Apistomyia elegans Bigot, 1862
- Blepharicera fasciata fasciata (Westwood, 1842)
- Blepharicera fasciata gynops (Zwick, 1970)
- Blepharicera fasciata (Westwood, 1842)
- Dioptopsis djordjevici (Komárek, 1932)
- Dioptopsis sardous Zwick, 1968
- Dioptopsis vernus Giudicelli, 1963
- Hapalothrix lugubris Loew, 1876
- Liponeura angelieri Giudicelli & Lavandier, 1975
- Liponeura bezzii Bischoff, 1925
- Liponeura bilobata Loew, 1869
- Liponeura bischoffi Edwards, 1928
- Liponeura brevirostris Loew, 1877
- Liponeura buresi Komárek & Vimmer, 1934
- Liponeura cinerascens cinerascens Loew, 1844
- Liponeura cinerascens jugoslavica Komárek & Vimmer, 1934
- Liponeura cinerascens minor Bischoff, 1922
- Liponeura cinerascens Loew, 1844
- Liponeura cordata Vimmer, 1916
- Liponeura cortensis Giudicelli, 1963
- Liponeura cretica Zwick, 1974
- Liponeura cypria Zwick, 1978
- Liponeura decampsi Giudicelli & Lavandier, 1975
- Liponeura deceptiva Vaillant, 1968
- Liponeura deceptrix Zwick, 1978
- Liponeura decipiens Bezzi, 1913
- Liponeura discophora Zwick, 1980
- Liponeura edwardsi Bischoff, 1930
- Liponeura edwardsiana Mannheims, 1954
- Liponeura gelaiana Giudicelli & Lavandier, 1975
- Liponeura hispanica Zwick, 1991
- Liponeura isabellae Zwick, 1991
- Liponeura itala Zwick, 1978
- Liponeura komareki Vimmer, 1916
- Liponeura limomi Zwick, 1980
- Liponeura malickyi Zwick, 1974
- Liponeura matris Zwick, 1982
- Liponeura nevadensis Zwick, 1978
- Liponeura paradecipiens Zwick, 1980
- Liponeura vimmeri Mannheims, 1954